# 亨氏蛇綿鳚
亨氏蛇綿鳚，為輻鰭魚綱鱸形目绵鳚亞目绵鳚科的一個種，分布於南冰洋海域，屬深海底棲性魚類，棲息深度在水深610公尺，體長可達25.7公分。